# Phiêng Cằm
Phiêng Cằm là một xã thuộc huyện Mai Sơn, tỉnh Sơn La, Việt Nam.
Xã có diện tích 138,25 km², dân số năm 1999 là 4.234 người, mật độ dân số đạt 31 người/km².